# Estatua ecuestre de Francisco Pizarro
Como estatua ecuestre de Francisco Pizarro se conoce a un conjunto de tres esculturas de bronce obras del escultor norteamericano Charles Cary Rumsey, ubicadas una en la ciudad de Trujillo, España (lugar de nacimiento de Pizarro), otra en la ciudad de Lima, capital del Perú (lugar donde falleció y se encuentra enterrado), y la última en la ciudad de Búfalo (Estados Unidos) situada al frente de la Albright-Knox Art Gallery. Representan al conquistador Francisco Pizarro montado sobre un caballo y ataviado para la lucha con armadura y espada. Pizarro es célebre por haber liderado la Conquista del Perú en el siglo XVI y haber fundado la ciudad de Lima el 18 de enero de 1535 estableciendo lo que sería la capital del Virreinato del Perú.

## Las estatuas

### Estatua de Búfalo (Estados Unidos)
Fue la primera de las estatuas que se realizó. Fundida en París en 1910 utilizando la técnica de la cera perdida por el maestro francés Valsuani fundidor de obras de artistas tales como Renoir o Picasso. La obra mide poco menos de 1,80 metros de altura y en la actualidad se la puede admirar en el frontis del Museo Albright-Knox, institución a la que fue donada por el artista y su esposa.

### Estatua en Trujillo (España)
La estatua ecuestre de Francisco Pizarro emplazada en Trujillo, provincia de Cáceres, fue exhibida en la Sala de la Cúpula del Grand Palais de París en 1927 y más tarde trasladada a la ciudad natal del conquistador. Fue presentada el 2 de junio de 1929 en el atrio de la Iglesia de San Martín en la Plaza Mayor, en un acto en el que estuvieron presentes el entonces dictador y presidente del gobierno, el general Miguel Primo de Rivera y el príncipe Alfonso de Orleans, así como el por aquellos entonces embajador de Estados Unidos en España y del ministro plenipotenciario peruano, Eduardo S. Leguía. El espacio de su colocación fue elegido por la viuda del escultor, quien viajó años antes, en abril de 1925, a España con este propósito.

### Estatua en Lima (Perú)
La estatua de Lima fue inaugurada el 18 de enero de 1935 con motivo de la celebración del IV centenario de la fundación de la ciudad. La escultura fue una donación de la viuda del escultor Rumsey y había llegado procedente de Nueva York.
La ubicación original de la estatua fue el atrio de la Catedral de Lima.
En 1952 fue movida a la plaza Pizarro, y en 2003 fue reubicada al Parque de la Muralla, sin el pedestal con el que fue inaugurado y que tuvo a lo largo de su historia, colocándose sobre una base de hormigón.
En 2025, en el marco de las celebraciones por el 490 aniversario de la fundación de Lima, la municipalidad limeña la reinstaló en el centro histórico. El acto oficial, llevado a cabo en el Pasaje Santa Rosa, contó con la participación del alcalde de Lima, Rafael López Aliaga.

## Discrepancias históricas
De otro lado existen ciertos elementos que hacen dudar de que el conquistador Pizarro sea representado fielmente por el jinete de la estatua o, cuando menos, que sea una escultura históricamente correcta. Entre esos elementos se señalan:
1. En la historia de la armadura española no existen evidencias de un casco emplumado como el que porta el jinete. Los cascos de los soldados españoles eran de hierro muy simple, tal como se puede comprobar en cientos de grabados de la época.
2. Los caballos que se emplearon en la conquista traídos desde España eran muy veloces y de pequeño tamaño, al contrario que el que está montando el jinete de la escultura.
3. La espada de los conquistadores era muy ligera, hecha de acero toledano y con un guardamanos distinto al que se aprecia en la escultura.

## Galería

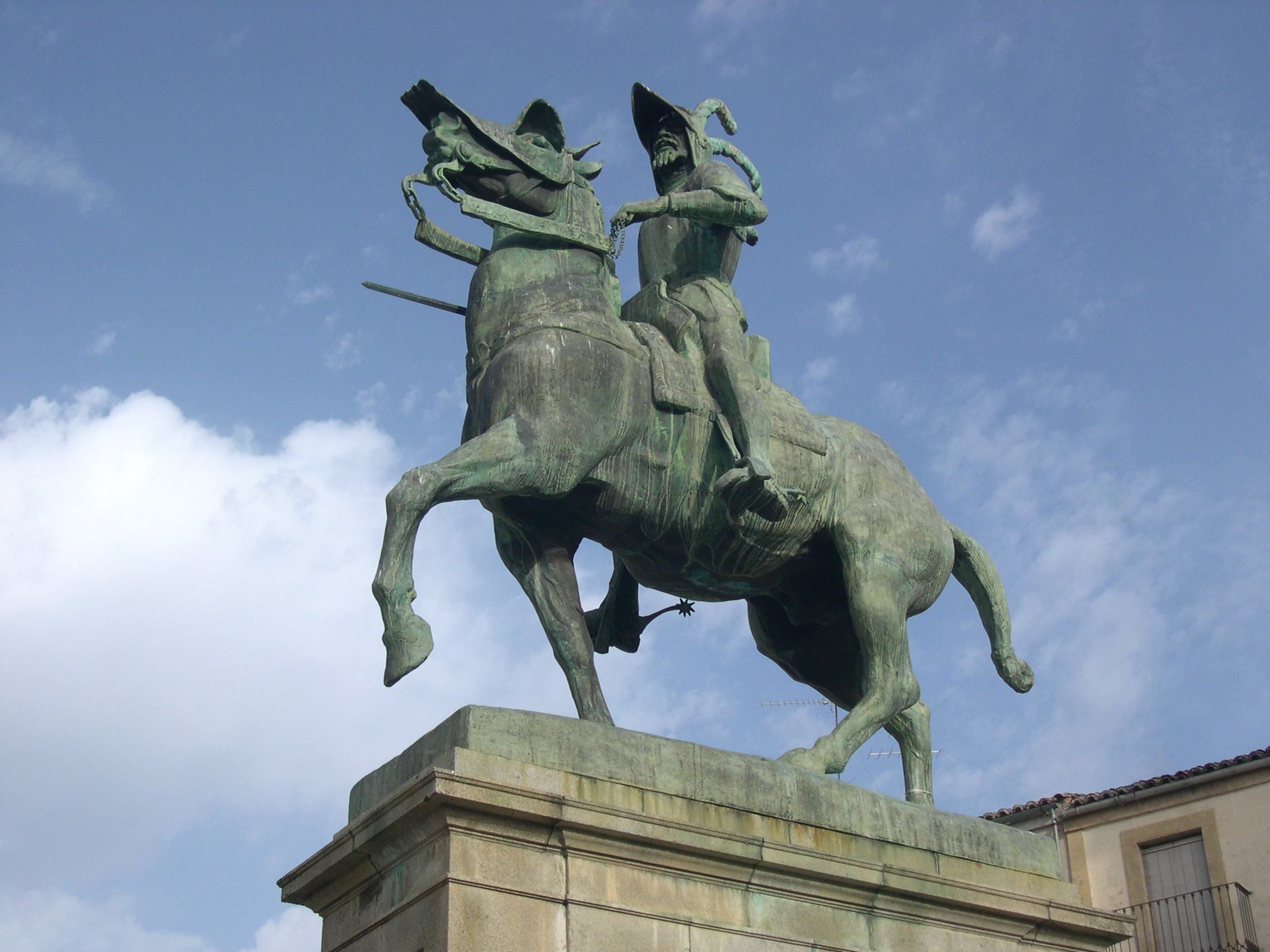
La estatua en Trujillo, España
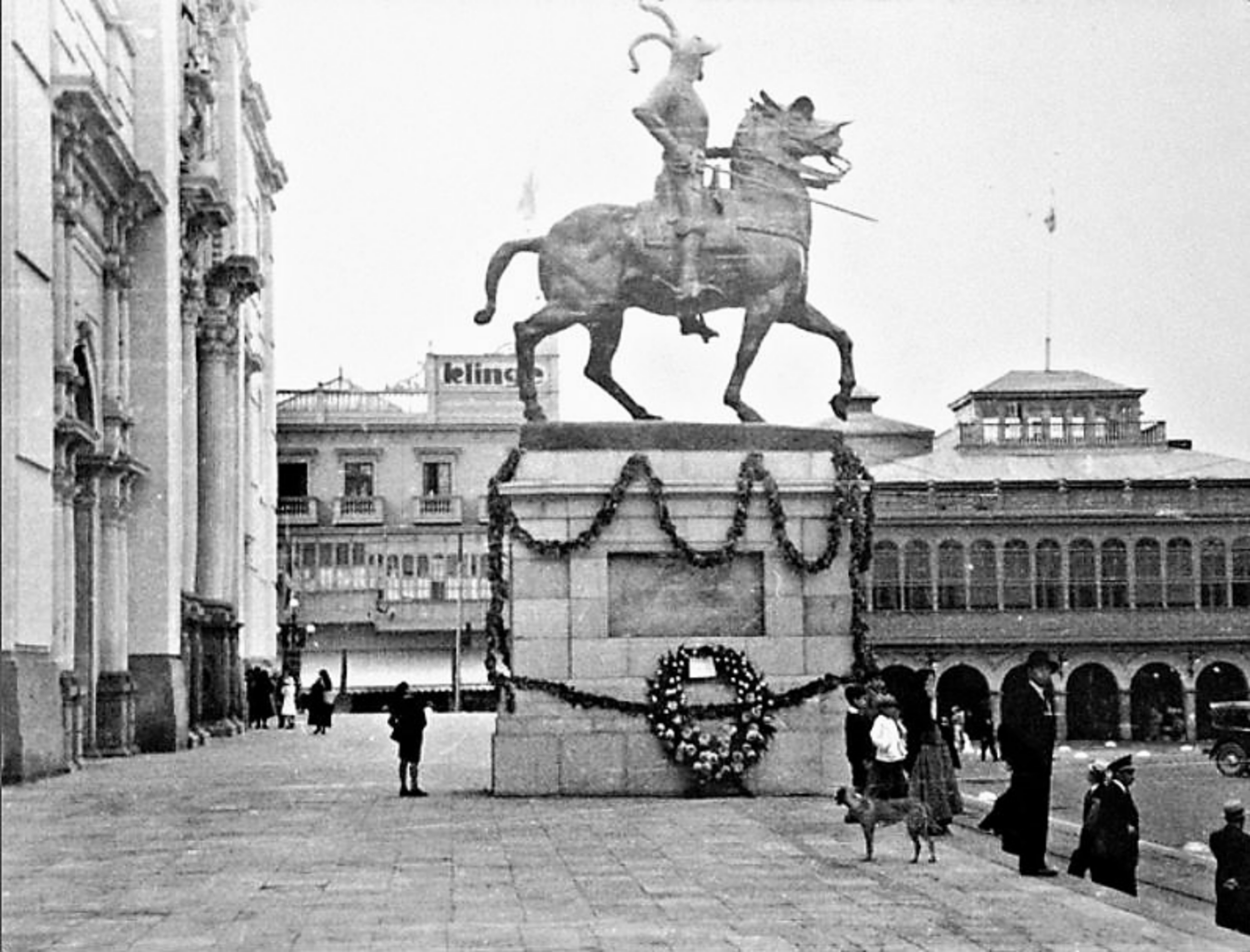
La estatua en Lima, Perú (Ubicación de 1935–1952)
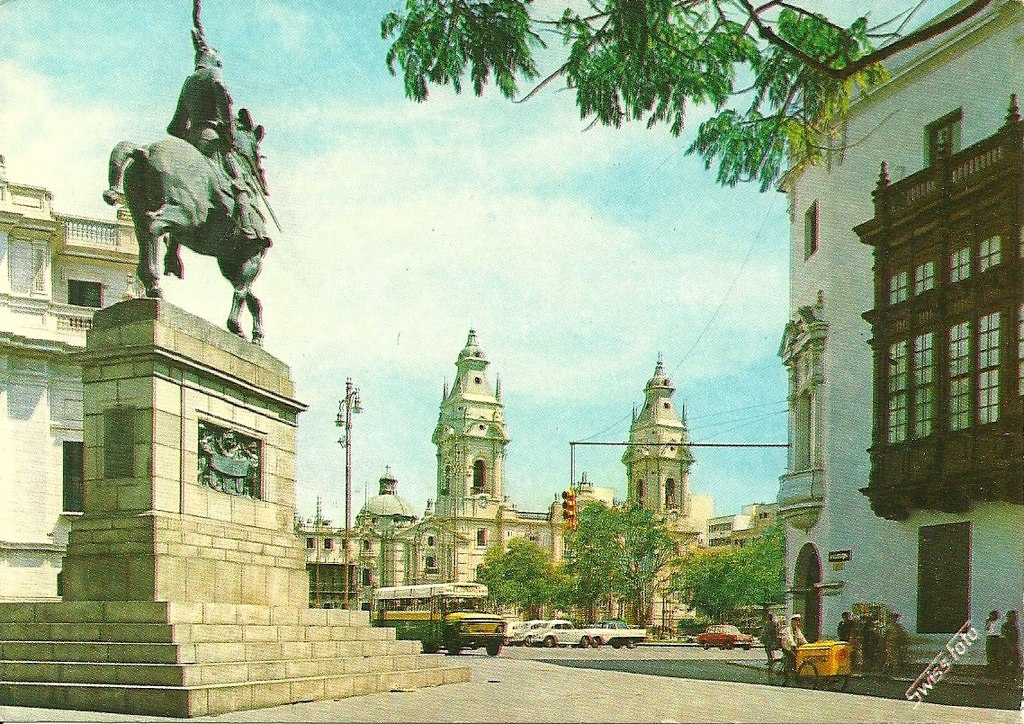
La estatua en Lima, Perú (Ubicación de 1952–2003)
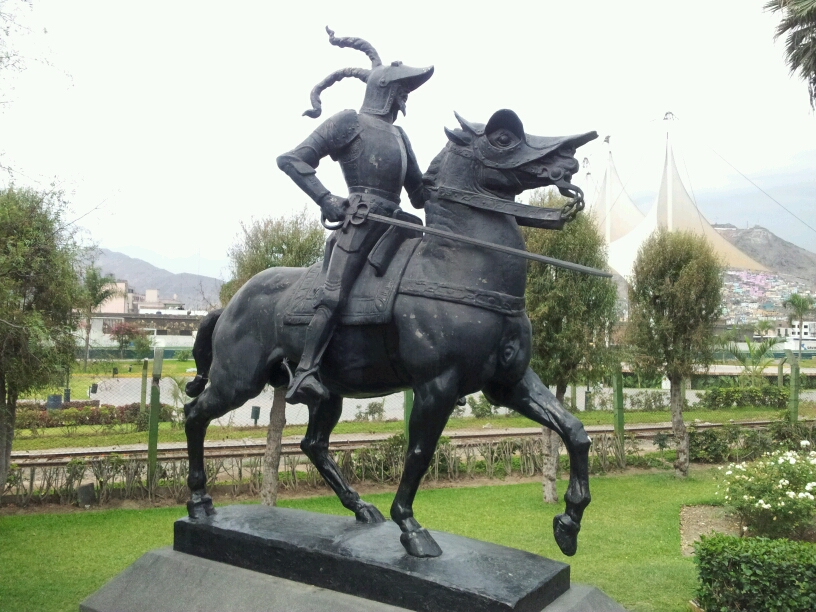
La estatua en Lima, Perú (Ubicación de 2003–2025)
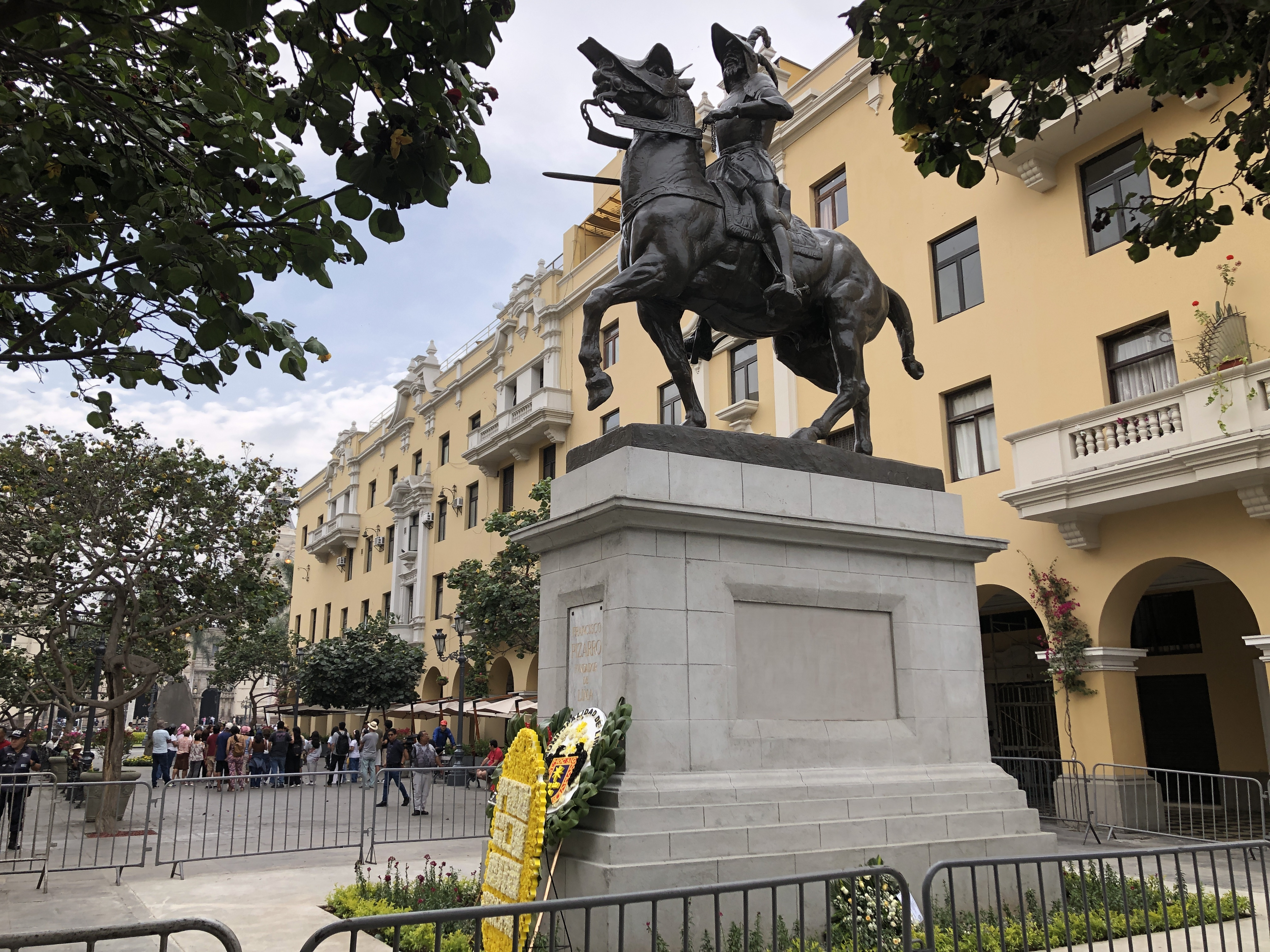
La estatua en Lima, Perú (Ubicación desde 2025)